# 萊斯沃斯州
萊斯沃斯州（希臘語：Νομός Λέσβου）是希臘北愛琴大區的一個州，位於愛琴海東岸，與土耳其相望。包括萊斯博斯島、利姆諾斯島和聖埃夫斯特拉蒂奧斯島。面積2,154平方公里，2001年人口110,220人。首府米蒂利尼。
下分17市1鎮。